# Cascante del Río

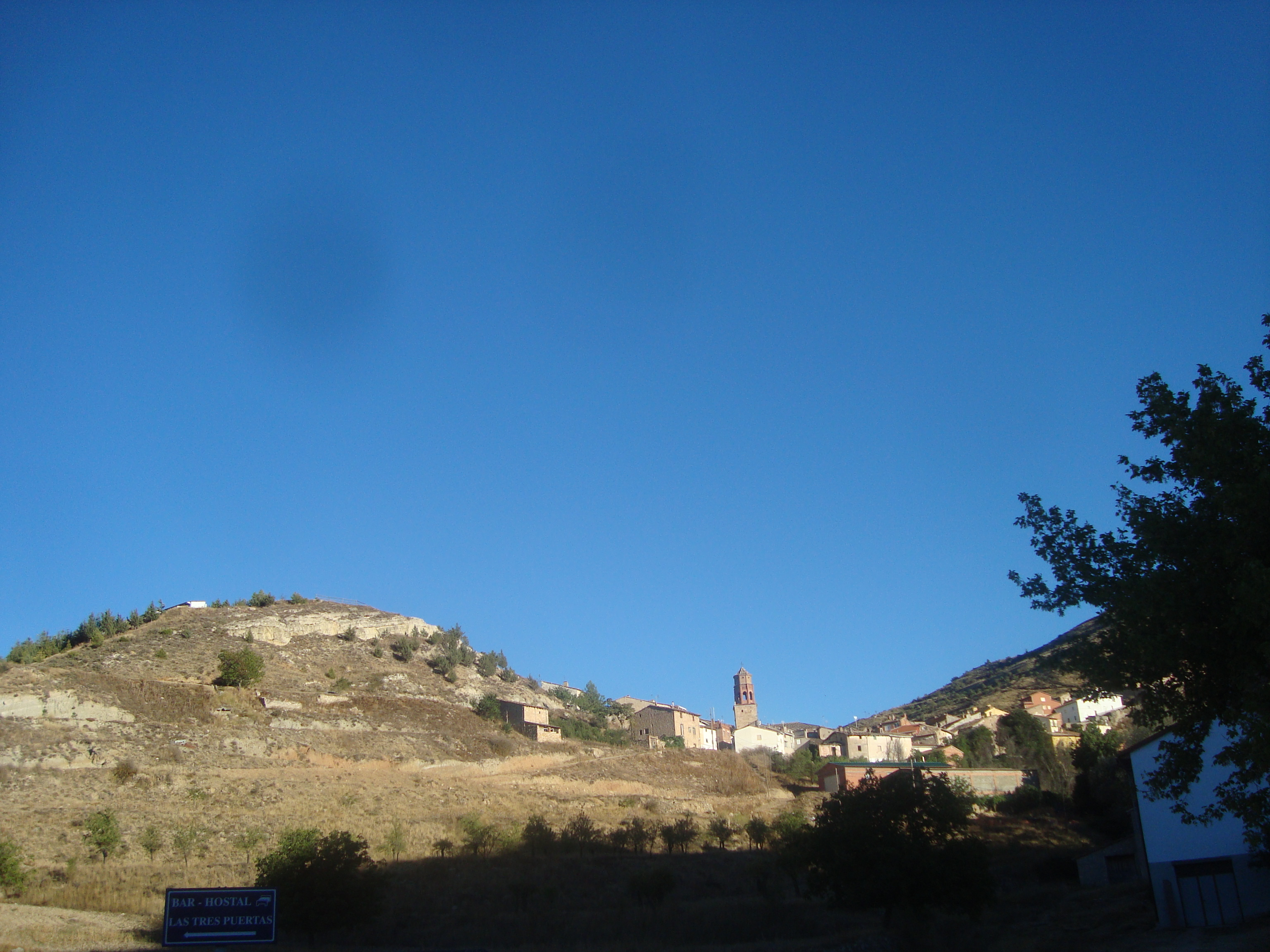
Cascante del Río (Teruel)

Cascante del Río est une commune d’Espagne, dans la province de Teruel, communauté autonome d'Aragon comarque de Teruel.

## Démographie
En 2022, elle comptait 66 habitants sur une superficie de 32,38 km².